# Sphenodontia
De Sphenodontia zijn een orde van hagedisachtige reptielen, waarvan heden nog twee soorten op Nieuw-Zeeland voorkomen.
- Sphenodontia
  - geen rang Opisthodontia 
    - genus Priosphenodon

  - geen rang Sphenodontidae
    - genus Sphenodon (brughagedis) (twee soorten)
      - soort Sphenodon punctatus (brughagedis)
      - soort Sphenodon guentheri (Brughagedis van North Brother Island)

De orde is ontstaan in het Trias en kende in die tijd en in het Jura een grote diversiteit. In het Krijt verdween de orde goeddeels, mogelijk door mededinging van de eigenlijke hagedissen, de Squamata. De vondsten van Priosphenodon uit het Krijt van Patagonia laten echter zien in dat in zuidelijk Gondwana de groep nog floreerde, mogelijk tot het eind van het Krijt. Van nadien zijn alleen de recente brughagedissen van Nieuw-Zeeland bekend. Dit eiland is vroeg van Gondwana afgesplitst.